# Дебекке, Гарри
Гарри Леопольд ДеБекке (англ. Harry Leopold DeBaecke; 9 июня 1879, Филадельфия, Пенсильвания — 6 ноября 1961, Филадельфия, Пенсильвания) — американский гребец, чемпион летних Олимпийских игр 1900.
На Играх ДеБекке участвовал только в соревнованиях восьмёрок. Его команда стала первой в полуфинале и финале, выиграв золотые медали.